# 斯蒂芬·库里
沃德爾·史蒂芬·柯瑞二世（英語：Wardell Stephen Curry II，1988年3月14日—）是美國職業籃球運動員，場上位置為控球后卫，現效力於NBA金州勇士。
於2009年NBA選秀會中以首輪第7順位加入金州勇士，在2015、2016年兩度獲選年度MVP，也是NBA史上首位全票通過的年度MVP。其職業生涯6度率領金州勇士進入總決賽，率隊奪下4次總冠軍。許多球員和分析家都稱柯瑞為NBA史上最偉大射手（the greatest shooter）。柯瑞被認為使許多球隊重視三分球，替籃球比賽帶來革命性改變。2021年12月15日，柯瑞以2,974記三分球超越雷·艾倫的三分球紀錄，成為NBA歷史三分球命中數的第1人。2025年3月14日，柯瑞以4,000記三分球記錄成為NBA歷史三分球命中數第一位4000記三分球的球員。

## 早年生涯
史蒂芬·柯瑞是前職業籃球員戴爾·柯瑞的長子，於1988年出生在俄亥俄州的阿克倫，與勒布朗·詹姆斯生於同一家醫院。當時他的父親戴爾仍效力於NBA聯盟的克利夫蘭騎士。不久戴爾被騎士隊交易至夏洛特黃蜂，此後的十年職業生涯，戴爾全數奉獻給黃蜂隊，也因此柯瑞的童年是在北卡羅來納州的夏洛特度過的。在與父親在夏洛特生活的日子裡，父親經常帶著柯瑞和他的弟弟塞斯與黃蜂隊員一起練習。
1999年，戴爾離開效力多年的黃蜂隊，而柯瑞一家短暫地搬到了多倫多。在那裡，戴爾以多倫多暴龍球員的身份為他的職業生涯畫上了句號。在加拿大生活期間，柯瑞曾代表多倫多皇后大道基督學院（Queensway Christian College）籃球隊參加賽事，並多次隨隊與未來的NBA球員科里·约瑟夫和凱利·奧利尼克對抗，雖僅就讀一年，卻在該年帶領長年墊底的球隊以全勝之姿奪得年度總冠軍。
戴爾退役後，全家搬回夏洛特，柯瑞進入夏洛特基督教學校就讀，他入選到全明星賽，並且帶領球隊參加了三場季后賽和三場州際季后賽。因為不服輸的個性，柯瑞不斷苦練、對自己持高要求，高中快畢業時他亦相信自己的實力一定能吸引一流大學籃球隊的注意。但事與願違，沒有一所籃球名校願意為身材瘦弱的柯瑞提供機會，而父親的母校維吉尼亞理工大學也無法為柯瑞提供獎學金，最後他選擇了離家較近的戴维森学院就讀。

### 大學招募
| 姓名 | 家鄉                                        | 高中             | 身高                 | 體重        | 承諾日        |
| --- | ------------------------------------------- | ---------------- | -------------------- | ----------- | ------------- |
| 史蒂芬·柯瑞 PG | 北卡羅來納州夏洛特                          | 夏洛特基督教學校 | 6英尺3英寸（1.91米） | 163磅（74） | 2005年9月18日 |
| 史蒂芬·柯瑞 PG | 招募星级： Scout： Rivals： 247Sports： N/A |                  |                      |             |               |
| 總體新秀排名： Scout：36 (PG) |                                             |                  |                      |             |               |
| - 附註：許多時候，Scout、Rivals、247Sports以及ESPN在身高體重的數據可能會不同 . - 在這種情況下選擇平均值，而ESPN grades滿分為100分。 來源： - . Rivals.com. [August 21, 2013]. - . Scout.com. [August 21, 2013]. （原始内容存档于August 21, 2013）. - . Scout.com. [August 21, 2013]. - . Rivals.com. [August 21, 2013]. |                                             |                  |                      |             |               |

## 大學時期
做為一名大一新生，柯瑞於2006–07賽季以場均21.5分成為南部联盟的最佳新人和得分王。他在第二場對上密西根大學的比賽中，繳出了32分、9籃板和4次助攻的表現，並在南方聯盟一級錦標賽中投入了大學生涯的第113記三分球，打破凱德倫·克拉克在NCAA新秀賽季保持的三分球命中紀錄。
大二賽季 (2007–08賽季)，柯瑞率領黑馬大衛森學院（Davidson Wildcats）進入了瘋狂的三月，晉級八強戰。2008年的3月，大衛森學院相繼戰勝全國第七的貢薩格大學（Gonzaga Bulldogs）、NCAA二號種子喬治城大學（Georgetown Hoyas）和全美第三的威斯康辛大學（Wisconsin Badgers），柯瑞成了史上四位NCAA淘汰賽前四場都得到30分的球員之一。在對陣該賽季的最終冠軍堪薩斯大學（Kansas Jayhawks）時，柯瑞投中了賽季的第159記三分球，創造了NCAA單季三分球的紀錄。
大三賽季 (2008–09)，柯瑞轉型成為球隊的控球後衛，並以場均28.6分成為NCAA第一級得分王，另外還貢獻場均4.4個籃板，5.6次助攻和2.5次抄截。他曾在對陣擁有布雷克·葛里芬的奧克拉荷馬大學（Oklahoma Sooners）時，砍下44分，刷新了自己在NCAA生涯的單場得分紀錄。

### 大學統計數據
| 賽季     | 球隊     | GP  | GS  | MPG  | FG%  | 3P%  | FT%  | RPG | APG | SPG | BPG | PPG  |
| -------- | -------- | --- | --- | ---- | ---- | ---- | ---- | --- | --- | --- | --- | ---- |
| 2006–07  | Davidson | 34  | 33  | 30.9 | 46.3 | 40.8 | 85.5 | 4.6 | 2.8 | 1.8 | 0.2 | 21.5 |
| 2007–08  | Davidson | 36  | 36  | 33.1 | 48.3 | 43.9 | 89.4 | 4.6 | 2.9 | 2.0 | 0.4 | 25.9 |
| 2008–09  | Davidson | 34  | 34  | 33.7 | 45.4 | 38.7 | 87.6 | 4.4 | 5.6 | 2.5 | 0.2 | 28.6 |
| 大學生涯 | 大學生涯 | 104 | 103 | 32.6 | 46.7 | 41.2 | 87.6 | 4.5 | 3.7 | 2.1 | 0.3 | 25.3 |

## NBA生涯

### 金州勇士（2009-至今）

#### 2009-2010赛季

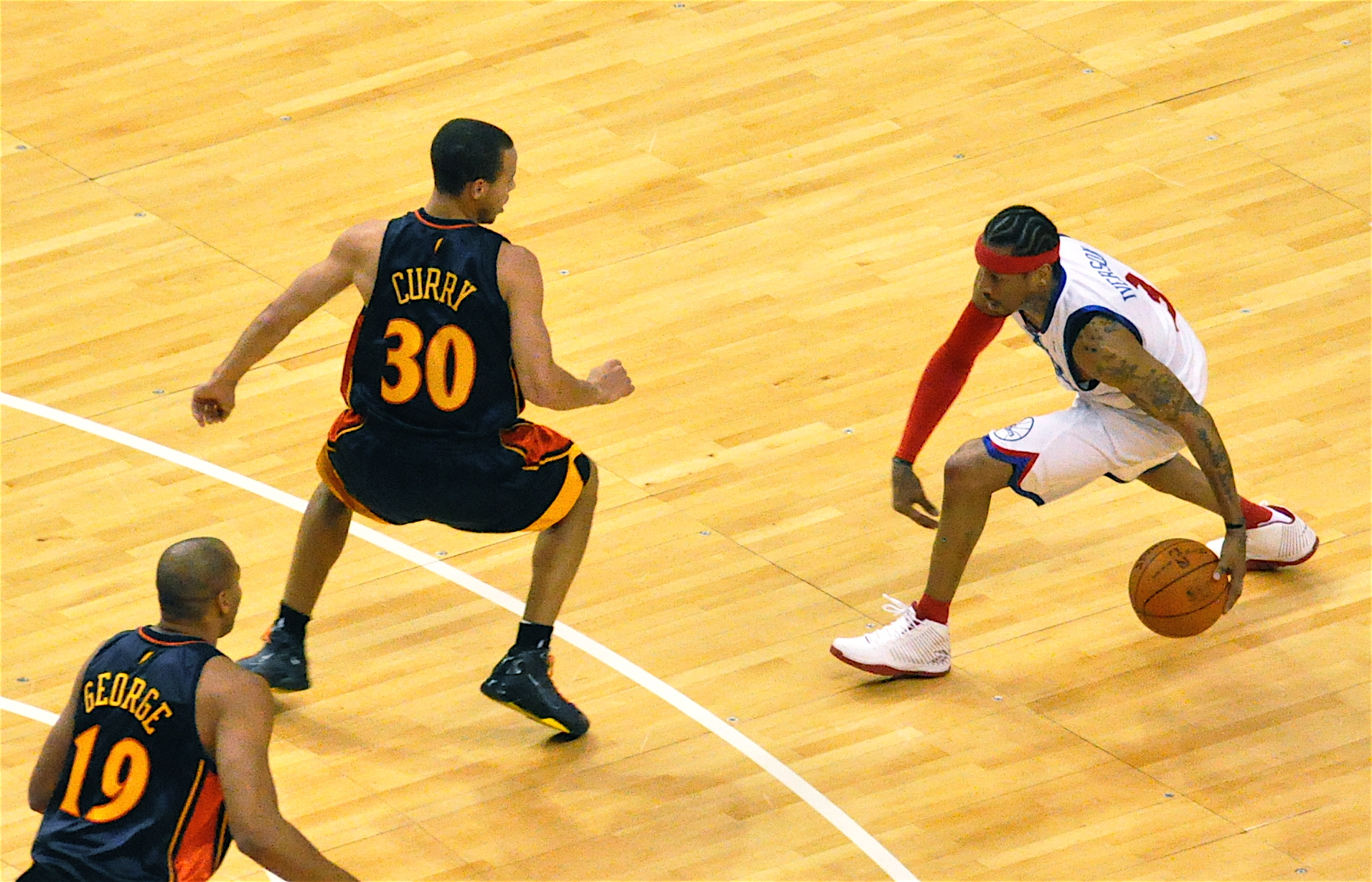
柯瑞防守艾倫·艾佛森

柯瑞在2009年NBA選秀被金州勇士隊在第一轮第七顺位选中，隨即簽下四年合約，開始他在NBA的傳奇旅途。柯瑞第一場NBA比賽對陣休斯頓火箭繳出不錯的成績，上陣36分鐘取得14分，7次助攻，4次抄截，2次失誤。在2010年1月，其隊友兼球隊得分主力蒙塔·艾利斯受傷，球隊的得分責任順理成章落在柯瑞身上。在2月10號的比賽柯瑞成功取得生涯首次三雙，36分，13次助攻，10個籃板，其中3分更11投7中。在4月份的比賽中，柯瑞更有接近取得四雙的表現，27分，14次助攻，8個籃板，7次抄截。柯瑞新秀年已經有非常全面的表現，當季三分球更命中166球，命中率達43.7%，以新秀而言表現出眾。最後柯瑞入選NBA最佳新秀阵容第一隊。

#### 2010-2011赛季
柯瑞在2011年NBA全明星週末中，贏得了技術挑戰賽的冠軍。二年生的柯瑞在全明星週末中的技巧挑戰賽上成功挑落雷霆的拉塞尔·威斯布鲁克取得冠軍，時間是28.6秒。當季柯瑞得分達18.6分，5.8次助攻，3.9個籃板，1.5次抄截，其中3分球命中率更升至44.2%，而罰球命中率93.4%更打破球會紀錄，最後同季他更取得最佳體育精神獎。

#### 2011-2012赛季
2011–12賽季柯瑞因腳右腳踝受伤需要接受手術，全季只出場了26場，赛季报销。不過其3分球命中率卻依然保持在4成5左右。

#### 2012-2013赛季
库里擺脫傷患，季前與球隊續簽4年價值4千4百萬美元的新合約。球隊管理層大膽決定將主將蒙塔·艾利斯交易送走，推舉剛復出的柯瑞率領球隊，確定以居里、湯普森、格林三核心打造球隊。柯瑞亦不負眾望，新球季頭兩個月，库里場均取得超過20分，及後每月平均得分一路上升，2月27日對尼克的一戰中更奪得其個人生涯得分新高54分，3分球13投11中。
同年隊友克雷·湯普森冒起，同樣擅長投射，二人開始有「浪花兄弟」(The Splash Brothers)之稱號。
當季库里射入272球3分球，打破了球星雷·艾倫269球的紀錄。库里常規賽取得場均22.9分，4個籃板，6.9次助攻，1.6次抄截，成功帶領球隊以西岸第六種子進入2013年季後賽。
西區第一輪，勇士遇上第三種子丹佛金塊。這是库里及其大部份隊友的首次季後賽比賽，最後在库里的带领下勇士队以下克上，成功擊退金塊晉級。西區準決賽，勇士遇上傳統勁旅聖安東尼奧馬刺。库里在第1場豪取44分及11次助攻，比赛拖入加时，最后不敌季后赛经验老道的马刺队。赛后马刺队主教练波波维奇对记者说他彷彿看到了乔丹在打球。最後勇士以2:4結束賽季。

#### 2013-2014赛季
库里上季的亮眼表現繼續保持，這季平均24得分8.5助攻4.3籃板，投進261球三分球，首度被選進NBA全明星賽，更以1,047,281票獲得正選位置。勇士隊這季打出20年來最佳的51勝31敗，連續第二年打進季後賽。勇士隊於2014年季後賽首輪以系列賽比分3-4不敵洛杉磯快艇。

#### 2014-2015赛季
新任教練史提夫·科爾加盟，戰術大改革，開始以外圍投射為重點攻勢，這完全發揮了柯瑞的優勢，使他在縮短出場時間下仍可保持得分。柯瑞在這季平均得分23.87分、7助攻和4.3籃板，幫助球隊以16連勝的大好開局，最後例行賽取得67勝15負，聯盟排名第一的佳績，同時打破勇士創隊紀錄。同年獲得最有價值球員，库里亦以286球三分球打破自己所保持的單季272顆三分球紀錄。库里亦於2015年全明星賽大賽投票中以1,513,324票成為当届全明星票王，壓過柯比·布萊恩、勒布朗·詹姆士等一眾巨星，並在2015年NBA全明星週末中贏得了三分球大赛冠軍。
2015年季後賽首輪库里率領勇士隊以4-0橫掃安東尼·戴維斯帶領的紐奧良鵜鶘，次輪以4-2淘汰馬克·蓋索帶領的曼菲斯灰熊，西區決賽以4-1淘汰詹姆士·哈登帶領的休斯敦火箭，冠軍戰對戰由勒布朗·詹姆斯帶領的克利夫蘭騎士，在關鍵的第五場飆下37分及7顆三分的紀錄，幫助勇士取得聽牌優勢，最終第六戰於克利夫蘭騎士的主場以系列賽比分4-2贏得2014-15赛季NBA總冠軍。這不但是勇士隊自1974-75赛季以來第一座的總冠軍，更使库里成為第一位在NBA季後賽賽場擊敗同年度NBA最佳陣容第一隊所有成員的球員。库里亦以98個三分球打破季後賽三分球總和紀錄。

#### 2015-2016赛季

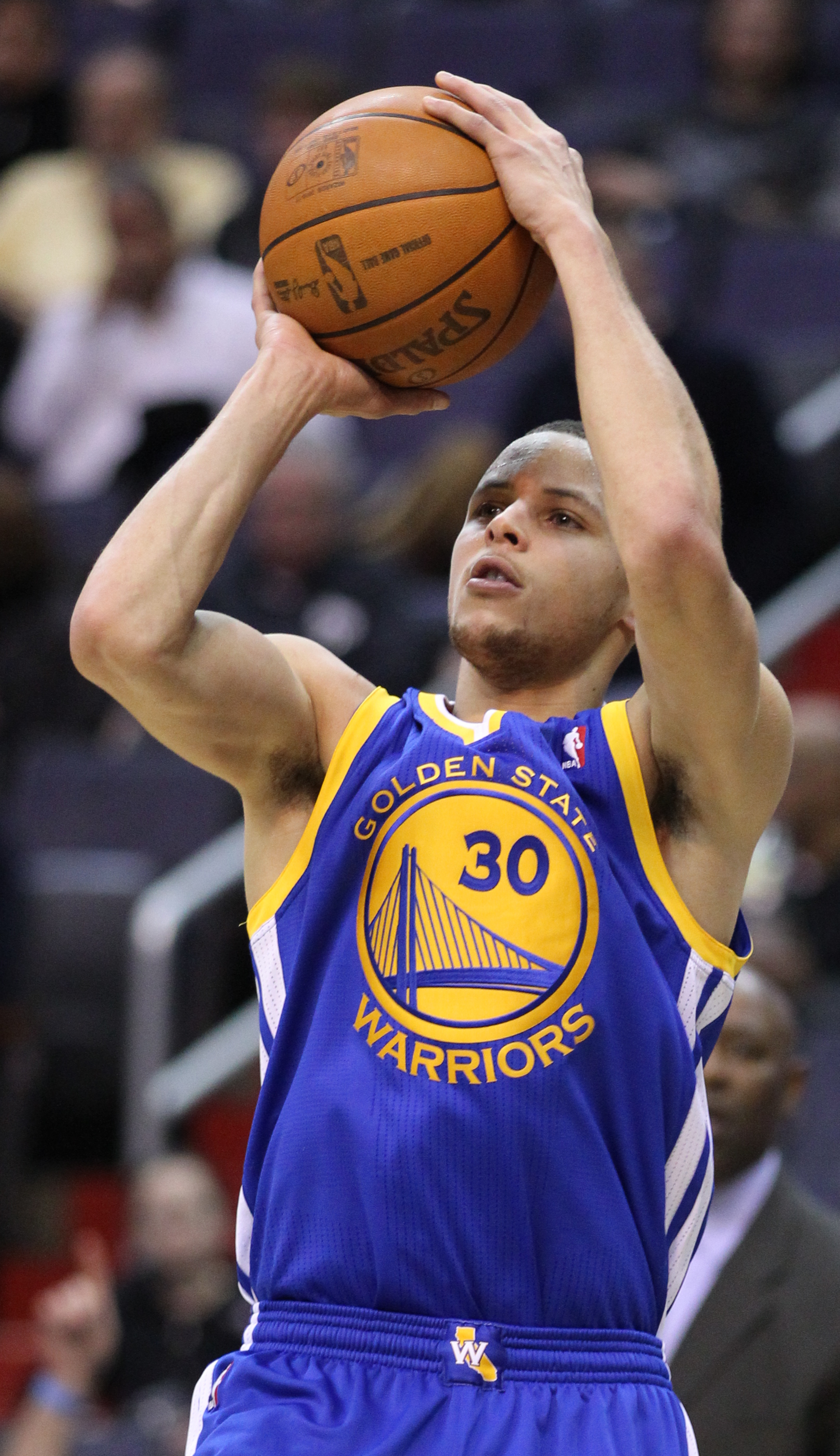
史蒂芬·库里進行投籃

库里在2月28日對俄克拉何马城雷霆投進12顆三分球，再次打破自己單季三分球紀錄，並追平聯盟單場三分球紀錄，尤其延長賽最後關頭，投進一顆0.6秒的準絕殺長三分，幫助勇士以121-118擊敗雷霆，提前拿下季後賽門票，引起NBA內極大迴響，更讓遊戲開發商頭疼不已。最終库里將單季三分球紀錄由286球一口氣推進至402球，三度打破紀錄。
在库里的活躍表現下，勇士常规赛取得73勝9敗，打破了95-96年由迈克尔·乔丹帶領的芝加哥公牛所創的72勝10敗紀錄，亦以開季24連勝打創下NBA球隊開季連勝紀錄。同時，勇士以73勝創下了NBA歷史第一常規賽勝場。
库里常规赛平均30.1得分5.4籃板6.7助攻2.1抄截，首度雙料成為年度得分王、抄截王，投籃命中率50.4%，三分球命中率45.4%，罰球命中率90.8%，成為第7個進入「180俱樂部」的球員，更是當中唯一一位平均得分達30以上的球員。在库里的大爆發下，他以大熱姿態下蟬聯最有價值球員，更史無前例地獲得全數131張選票的第一名。由於该年全隊為了拼紀錄，犧牲了休息時間，導致積勞成疾，造成不小的傷勢，季後賽第一輪開始因傷缺陣，直到第二輪才回歸賽場，總決賽慘遭騎士雷霸龍和厄文強力回擊，最後三場漸漸力不從心，勇士成為NBA史上頭一遭被1-3大逆轉，最终和总冠军失之交臂。

#### 2016-2017賽季
這個賽季由於凱文·杜蘭特加入，使勇士隊季初進入磨合期，而柯瑞作為隊長也以大局為重，盡最大努力。
柯瑞在11月8日與安東尼·戴維斯帶領的紐奧良鵜鶘的比賽飆出13記三分球，打破原先自己與柯比·布萊恩及唐耶爾·馬歇爾所保持的12球紀錄，獲得46分幫助球隊以116比106獲勝。
總冠軍賽，二度對決勒布朗·詹姆斯帶領的騎士，柯瑞在關鍵時刻屢屢有驚人的三分投射。最終贏得系列賽，不僅拿下了三年內的第二座總冠軍，也成功為上個賽季總冠軍賽遭4-3逆轉雪恥，更寫下平NBA季後賽最少敗場的16勝1負成績。休賽季，柯瑞以5年2億美元的合约續留，成為NBA歷史上最高薪的合约。

#### 2017-2018賽季
库里在12月4日對鵜鶘的比賽中，投進5記三分球，完成生涯2000顆，成為史上最快投進2000顆三分球的球員。2018年3月3日库里也成為史上第一位生涯6季至少投進200顆三分球的球員。之前因右腳踝傷勢缺席6場的柯瑞在日前與老鷹比賽復出，然而又在第3節提前退場；而根據報導，他在經過MRI檢查後確定左膝內側副韌帶2級拉傷，得要3週後再進行評估。库里在總冠軍賽第二戰維持超高分，多次演出高難度的三分球，總計17投9中，一舉刷新總冠軍賽最多三分球紀錄，同時也創下總冠軍累積最多三分球紀錄。在總決賽中，库里以場均27.5分6籃版6.8助攻（其中第四戰更獲得37分）成績帮助球隊連勝4場，擊敗騎士，带队獲得該年的總冠軍。

#### 2018-2019賽季
柯瑞於2019年3月20日對明尼苏达森林狼的比賽中，投進了8顆三分球，本賽季的三分球進球數來到了303顆。柯瑞的生涯紀錄中，共有3個賽季在單季三分球進球數累計超過300球，分別為2015-2016賽季的402球、2016-2017賽季的324球及2018-2019賽季目前的303球。4月14日季後賽第一輪對戰洛杉磯快艇，柯瑞在季後賽投進386顆三分球，超越雷·艾倫躍居史上第一。5月9日在季後賽第二輪休斯敦火箭，在第二戰一次抄截後手指脫臼，但仍帶傷打完整輪賽事。而隊友凯文·杜兰特在兩隊2-2平手的情況下第五戰第三節一次投籃落地後意外拉傷左腿缺席剩餘整個系列賽，库里在剩下的一节多时间独得16分带队取得勝利，並在第六戰上半場因犯規麻煩得0分的情況下，下半場獨得33分逆轉賽事，也带领金州勇士連續第五年晉級西區冠軍賽。5月14日柯瑞帶領傷病滿營的勇士在西區冠軍賽對上波特蘭拓荒者，此組合中勇士最終以4：0大比分獲勝。在系列賽橫掃拓荒者的4場比賽中，柯瑞分別得到了36分、37分、36分和37分，場均數據為36.5分8.3籃板7.3助攻，投籃和三分球命中率分別為46.9%和42.6%，罰球命中率則達到93.8%，刷新了原先由沙克歐尼爾所保持的四戰橫掃總得分紀錄（145分）。在此系列賽中柯瑞以季後賽連續五場（包含對戰火箭的第六戰以及此系列賽的四戰）得分超過35分以上的好手感帶領金州勇士晉級。但是因為傷兵滿營的劣勢下，最終冠軍賽輸給暴龍隊，無緣三連霸，休賽季除了三核心，其餘主力各奔東西，勇士王朝也就此落幕。

#### 2019-2020賽季
休賽季陣容出現大幅變動，杜蘭特轉投布魯克林籃網，老將方面，尚恩·李文斯頓退役及安德烈·伊古達拿被勇士交易至灰熊，柯瑞成為隊中最年長的球員。
柯瑞在2019年10月30日對鳳凰城太陽的比賽中不慎被對方球員壓傷左手，導致左手骨折而至少需要休養三個月。而他養傷期間，勇士已成為聯盟墊底球隊。克雷·湯普森也因受傷，此賽季所有比賽報銷。勇士2名主將都無法上場的情況下，球隊就這樣進入重建期。
柯瑞在2020年3月5日對速龍的比賽中復出。由於勇士只打出15勝50敗的墊底戰績而沒有被邀請參加複賽，因此柯瑞在3月5日後，19-20賽季也就沒有再出賽，在該年的選秀會，代表勇士拿到榜眼籤。

#### 2020-2021賽季
居里在2021年1月3日對波特蘭拓荒者的比賽中得到生涯新高62分。以31投18中、三分球16投8中、罰球19投18中(58.1%,50.0%,94.7%)的高效命中率大勝拓荒者（122-137）。
柯瑞在2021年1月24日客場出戰猶他爵士的比賽在第三節投進生涯第2561顆三分球，正式成為NBA投進第2多三分球的球員。
柯瑞在2021年全明星周末的三分球大赛，第一輪拿到31分打破三分球大赛最高分紀錄，接著第二輪再拿最高的28分並贏得了個人生涯第二座三分球大赛冠軍。
截至目前為止，柯瑞已經在職業生涯中83場比賽中至少投進7顆三分球或以上，21場至少投進10顆三分球或以上，NBA歷史第一名，34場單節得分20分以上，NBA歷史第二名，更以單月96顆三分打破自己的紀錄。柯瑞從明星賽賽後，迄今累積22戰得分達30大關，賽季總共39場30+也超越科比·布萊恩，僅次於喬丹的44場，以場均32.0得分居聯盟第一，得到當季得分王，也成為勇士隊史得分王超越威爾特·張伯倫，連續11場30+為生涯首次達成，但在季末附加賽輸給湖人、灰熊的二連敗，最終以第九名(附加賽失利)結束此賽季，但也因此獲得了2021-22賽季NBA樂透抽籤，得到第七和第十四順位的選秀權。

#### 2021-2022賽季
库里常規賽場均24.5分、4.4籃板、6.0助攻、1.1搶斷和0.4封阻，投籃命中率44.8%，三分球命中率39.7%，罰球命中率93.3%，出戰70場。也單賽季投進337記三分，生涯第4次單賽季300+三分。
柯瑞在2021年12月1日客場出戰紐約尼克的比賽中以2,974顆三分球超越雷·阿伦的2,973顆三分球，成功登基NBA歷史三分王。
在2022年2月20日於克里夫蘭開啟的全明星正賽中，柯瑞一舉打破由保羅喬治創下的9顆三分球紀錄，投進16顆三分球，以炸裂的表現拿下50分，獲得生涯第一座AMVP。
季後賽第一輪，勇士對戰金塊，前四戰皆打替補的柯瑞在對面的嚴防死守以及當賽季MVP尼古拉約基奇的進攻火力下砍下場均28分帶隊以4：1過關。
柯瑞在2022年5月9日主場出戰曼菲斯灰熊中成為史上第一位能在季後賽飆進500顆三分球的球員並以4：2淘汰曼菲斯灰熊闖進西部決賽。
西部決賽，金州勇士隊碰上由卢卡·东契奇帶領的達拉斯獨行俠隊，柯瑞以均23.8分的表現淘汰獨行俠，闖進總決賽，他也收獲歷史上第一座西部決賽MVP。
2022年6月3日，柯瑞在總決賽對戰波士頓塞爾提克的比賽中，第一節投進6記三分，刷新歷史記錄，單節得到21分，但還是不敵塞爾提克，輸下第一場。頓時輿論鋪天蓋地而來，柯瑞頂住壓力，在6月11日的第4戰中以投籃26投14中，三分14投7中，罰球9罰8中（53.8%，50%，88.8%）的表現獨得43分，將比數扳回2：2。
第五戰，柯瑞三分9投0中狀態不佳，自2018年8月11日以後連續233場最少投入1球三分球，生涯132場季後賽全部最少投入1球三分球，以及連續38場投入2球以上三分球的紀錄全部中斷。第六戰，柯瑞再次以高效的表現，砍下34分7籃板7助攻2搶斷1蓋帽的數據成功帶領球隊於8年內獲取球隊第4個冠軍。柯瑞也以全票榮獲生涯第一座FMVP得以圓滿結束賽季。

### 2022-2023赛季
库里常規賽場均29.4分(聯盟第11位)、6.1籃板、6.3助攻、0.9搶斷和0.4封阻，投籃命中率49.3%，三分命中率42.7%(場均命中4.9記三分)，罰球命中率91.5%，出勤率:因背傷缺席26場，竟出戰56場，但仍入選全明星(生涯第9次)。單賽季也投進了273記三分。
然後，到了季後賽库里場均30.6分(生涯季後賽新高)5.3籃板、6.0助攻，投籃命中率47.1分%，三分球命中率37.9%。以44胜38負，西部第6名带领球队进入季后赛，首輪對陣國王:搶七大戰狂砍50分創下NBA歷史上搶七單場得分記錄，帶隊逆轉晉級。次輪對陣湖人面對高強度包夾，場均25.3分、8.0籃板，但命中率降低至43.7%。虽然，库里打出生涯最好的季后赛，却止步此轮，无缘总决赛。并在第四場G6拿下32分、10篮板和14助攻的三雙，仍未能扭轉1-4出局的局面。
2023-2024賽季
库里常規賽場均26.4分、4.5籃板、5.1助攻和，投籃命中率49.6%，三分球命中率40.8%(場均命中4.8記三分)，罰球命中率高達95.1%，出戰74場，出場時間32.1分鐘。也單賽季投進357記三分，生涯第5次單賽季300+三分。維持高效輸出，尤其在關鍵時刻的得分效率領先聯盟，因此得到NBA年度关键球员獎也入選全明星(第10次)。
這個賽季在西部聯盟排名中下遊，最終無緣季後賽。這也是库里職業生涯中罕見沒有進季後賽的賽季。
2024-2025賽季
库里常規賽場均24.5分、4.4籃板、6.1助攻和1.2搶斷，投籃命中率44.8%，三分球命中率39.7%(場均命中4.4記三分)，罰球命中率高達93.3%，出戰70場。單賽季投進311記三分，生涯第6次單賽季300+三分，歷史唯一。
库里也獲得最佳隊友獎、NBA最佳阵容二陣和第11次入選2025年NBA全明星赛(第11次)也成為最年長全明星MVP
2025年3月14日库里對戰國王中達成了4000球三分里程碑，成為NBA歷史上首位突破這一數字的球員
2025年4月2日库里對灰熊，砍下52分、10籃板、8助攻和5搶斷，半場轰下32分，成為NBA歷史上半場達成30+5+5最年長球員
到了季後賽勇士以西部48勝34負第七晉級季後賽，首輪搶七淘火箭，而次輪隊森林狼時，库里因一級肌腱拉傷缺席3場(最早G6回歸)。
库里也在這個賽季總得分也超越杰里·韦斯特，升至NBA歷史第25位，也在生涯罰球命中數突破4000次，勇士隊史第二人。

## 國家隊生涯

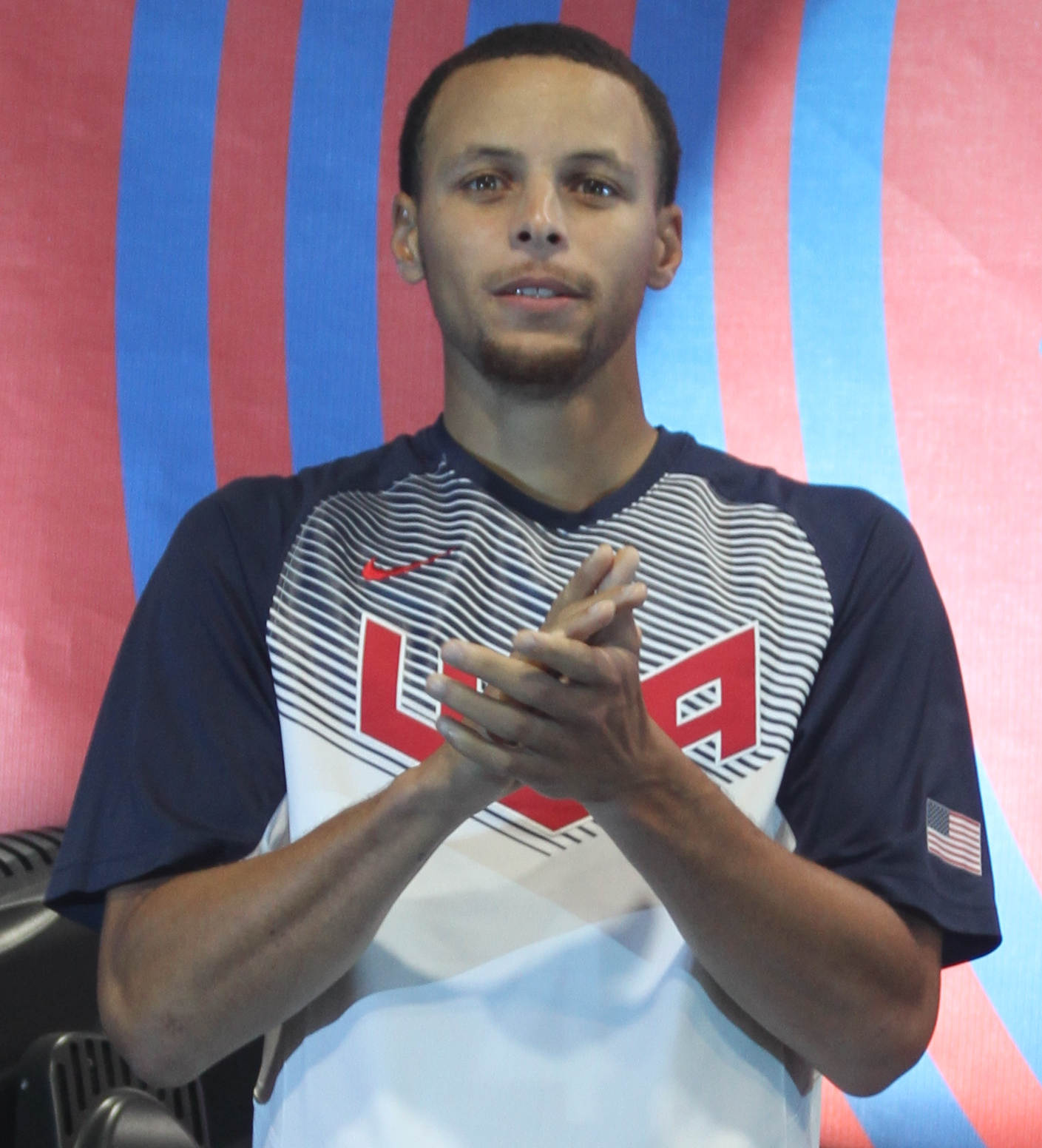
美国国家男子篮球队中的史蒂芬·柯瑞

2010年8月25日，入選當年2010年世界籃球錦標賽的美國國家男子籃球隊12人最終名單。
2010年9月13日，美国国家男子篮球队在2010年世界籃球錦標賽决赛中以81-64击败东道主的土耳其国家男子篮球队，时隔16年重夺世锦赛冠军。
2014年7月14日，入選美國國家男子籃球隊公布了7月底在拉斯维加斯的19人迷你訓練營。
2014年8月23日，入選美國國家男子籃球隊參加2014年世界盃籃球赛的12人名單。
2014年9月15日，美国国家男子篮球队以129-92击败塞尔维亚国家男子篮球队，夺得了首届世界盃篮球赛冠军，柯瑞在本届世界杯场均出场20.1分钟，贡献10.7分、1.6个篮板和2.9次助攻。
库里於2024年首次代表美國隊參加法國巴黎奧林匹克運動會，成功奪得男子籃球金牌。库里在首四場奧運比賽場均得分僅7.3分，表現強差人意，卻在最後兩場面對塞爾維亞及法國隊合共取得60分，包括17個三分球，三分球命中率高達65.3%，而全場命中率更高達90%，成為美國夢幻隊在奧運賽事的奪冠功臣。

## 職業生涯數據

### NBA例行賽數據統計
| 賽季     | 球隊     | GP   | GS   | MPG  | FG%  | 3P%  | FT%   | RPG | APG | SPG | BPG | PPG  |
| -------- | -------- | ---- | ---- | ---- | ---- | ---- | ----- | --- | --- | --- | --- | ---- |
| 2009–10  | GSW      | 80   | 77   | 36.2 | 46.2 | 43.7 | 88.5  | 4.5 | 5.9 | 1.9 | 0.2 | 17.5 |
| 2010–11  | GSW      | 74   | 74   | 33.6 | 48.0 | 44.2 | 93.4  | 3.9 | 5.8 | 1.5 | 0.3 | 18.6 |
| 2011–12  | GSW      | 26   | 23   | 28.2 | 49.0 | 45.5 | 80.9  | 3.4 | 5.3 | 1.5 | 0.3 | 14.7 |
| 2012–13  | GSW      | 78   | 78   | 38.2 | 45.1 | 45.3 | 90.0  | 4.0 | 6.9 | 1.6 | 0.2 | 22.9 |
| 2013–14  | GSW      | 78   | 78   | 36.5 | 47.1 | 42.4 | 88.5  | 4.3 | 8.5 | 1.6 | 0.1 | 24.0 |
| 2014–15† | GSW      | 80   | 80   | 32.7 | 48.7 | 44.3 | 91.4  | 4.3 | 7.7 | 2.0 | 0.2 | 23.8 |
| 2015–16  | GSW      | 79   | 79   | 34.2 | 50.4 | 45.4 | 90.8  | 5.5 | 6.7 | 2.1 | 0.2 | 30.1 |
| 2016–17† | GSW      | 79   | 79   | 33.4 | 46.8 | 41.1 | 89.8  | 4.5 | 6.6 | 1.8 | 0.2 | 25.3 |
| 2017–18† | GSW      | 51   | 51   | 32.0 | 49.5 | 42.3 | 92.1  | 5.1 | 6.1 | 1.5 | 0.1 | 26.4 |
| 2018–19  | GSW      | 69   | 69   | 33.8 | 47.2 | 43.7 | 91.6  | 5.3 | 5.2 | 1.3 | 0.4 | 27.3 |
| 2019–20  | GSW      | 5    | 5    | 27.8 | 40.2 | 24.5 | 100.0 | 5.2 | 6.6 | 1.6 | 0.4 | 20.8 |
| 2020–21  | GSW      | 63   | 63   | 34.2 | 48.2 | 42.1 | 91.6  | 5.5 | 5.8 | 1.2 | 0.1 | 32.0 |
| 2021–22† | GSW      | 64   | 64   | 34.5 | 43.7 | 38.0 | 92.3  | 5.2 | 6.3 | 1.3 | 0.4 | 25.5 |
| 2022–23  | GSW      | 56   | 56   | 34.7 | 49.3 | 42.7 | 91.5  | 6.1 | 6.3 | 0.9 | 0.4 | 29.4 |
| 2023–24  | GSW      | 74   | 74   | 32.7 | 45.0 | 40.8 | 92.3  | 4.5 | 5.1 | 0.7 | 0.4 | 26.4 |
| 2024–25  | GSW      | 70   | 70   | 32.2 | 44.8 | 39.7 | 93.3  | 4.4 | 6.0 | 1.1 | 0.4 | 24.5 |
| 職業生涯 | 職業生涯 | 1026 | 1020 | 34.1 | 47.1 | 42.3 | 91.1‡ | 4.7 | 6.4 | 1.5 | 0.3 | 24.7 |
| 明星賽   | 明星賽   | 11   | 10   | 25.0 | 42.4 | 39.3 | 100.0 | 5.5 | 5.1 | 1.3 | 0.3 | 19.6 |

### NBA附加賽數據統計
| 賽季     | 球隊     | GP | GS | MPG  | FG%  | 3P%  | FT%  | RPG | APG | SPG | BPG | PPG  |
| -------- | -------- | -- | -- | ---- | ---- | ---- | ---- | --- | --- | --- | --- | ---- |
| 2021     | GSW      | 2  | 2  | 44.0 | 49.0 | 50.0 | 93.3 | 5.5 | 4.0 | 1.5 | 0.0 | 38.0 |
| 2024     | GSW      | 1  | 1  | 36.5 | 50.0 | 42.9 | 100  | 4.0 | 2.0 | 2.0 | 1.0 | 22.0 |
| 2025     | GSW      | 1  | 1  | 38.7 | 40.9 | 46.2 | 100  | 8.0 | 4.0 | 1.0 | 0.0 | 37.0 |
| 職業生涯 | 職業生涯 | 4  | 4  | 40.8 | 47.2 | 47.7 | 96.8 | 5.8 | 3.5 | 1.5 | 0.3 | 33.8 |

### NBA季後賽數據統計
| 賽季     | 球隊     | GP  | GS  | MPG  | FG%  | 3P%  | FT%  | RPG | APG | SPG | BPG | PPG  |
| -------- | -------- | --- | --- | ---- | ---- | ---- | ---- | --- | --- | --- | --- | ---- |
| 2013     | GSW      | 12  | 12  | 41.4 | 43.4 | 39.6 | 92.1 | 3.8 | 8.1 | 1.7 | 0.2 | 23.4 |
| 2014     | GSW      | 7   | 7   | 42.3 | 44.0 | 38.6 | 88.1 | 3.5 | 8.4 | 1.7 | 0.1 | 23.0 |
| 2015†    | GSW      | 21  | 21  | 39.3 | 45.6 | 42.2 | 83.5 | 5.0 | 6.4 | 1.9 | 0.1 | 28.3 |
| 2016     | GSW      | 18  | 17  | 34.1 | 43.8 | 40.4 | 91.6 | 5.5 | 5.2 | 1.4 | 0.3 | 25.1 |
| 2017†    | GSW      | 17  | 17  | 35.3 | 48.4 | 41.9 | 90.4 | 6.2 | 6.7 | 2.0 | 0.2 | 28.1 |
| 2018†    | GSW      | 15  | 14  | 37.0 | 45.1 | 39.5 | 95.7 | 6.1 | 5.4 | 1.7 | 0.7 | 25.5 |
| 2019     | GSW      | 22  | 22  | 38.5 | 44.1 | 37.7 | 94.3 | 6.0 | 5.7 | 1.1 | 0.2 | 28.2 |
| 2022†    | GSW      | 22  | 18  | 34.7 | 45.9 | 39.7 | 82.9 | 5.2 | 5.9 | 1.3 | 0.4 | 27.4 |
| 2023     | GSW      | 13  | 13  | 37.9 | 46.6 | 36.3 | 84.5 | 5.2 | 6.1 | 1.0 | 0.5 | 30.5 |
| 2025     | GSW      | 8   | 8   | 35.1 | 47.7 | 40.0 | 89.3 | 5.3 | 5.1 | 1.0 | 0.8 | 22.6 |
| 職業生涯 | 職業生涯 | 155 | 149 | 37.2 | 45.4 | 39.7 | 88.9 | 5.3 | 6.1 | 1.5 | 0.3 | 26.8 |

### 大學
| 賽季    | 球隊       | GP  | GS  | MPG  | FG%  | 3P%  | FT%  | RPG | APG | SPG | BPG | PPG  |
| ------- | ---------- | --- | --- | ---- | ---- | ---- | ---- | --- | --- | --- | --- | ---- |
| 2006–07 | 戴維森學院 | 34  | 33  | 30.9 | .463 | .408 | .855 | 4.6 | 2.8 | 1.8 | 0.2 | 21.5 |
| 2007–08 | 戴維森學院 | 36  | 36  | 33.1 | .483 | .439 | .894 | 4.6 | 2.9 | 2.0 | 0.4 | 25.9 |
| 2008–09 | 戴維森學院 | 34  | 34  | 33.7 | .454 | .387 | .876 | 4.4 | 5.6 | 2.5 | 0.2 | 28.6 |
| 生涯    | 生涯       | 104 | 103 | 32.6 | .467 | .412 | .876 | 4.5 | 3.7 | 2.1 | 0.3 | 25.3 |

## 球員特色
根據多家科學機構研究，柯瑞和傳統球員跳投方式不同，其外圍投射是剛跳起就已出手。2014年著名體育統計公司STATS曾統計，NBA球員所有三分球出手後，球體的平均弧頂高度约4.73公尺，而柯瑞的三分球平均弧頂高度則约4.97公尺。投射的弧度越高，籃框的開口面積也相對越寬闊。這也許能幫助柯瑞將三分球維持在較高水準，正好彌補自己身高和聯盟後衛平均身高相距10公分而不會遭到封阻的原因。
主要提供投籃技巧優化服務的約翰·卡特認為，柯瑞投出的籃球於空中的飛行軌跡在數學上近乎完美。根據他的團隊Noah Basketball計算，三分球入框的理想角度為45度。來自美國林奇堡學院的物理學家Eric Goff則對柯瑞在比賽中投出的三分球進行了統計，發現它們的入框角度約為46度，與理想的最佳角度非常接近。
柯瑞曾有單季402顆三分球、單場13顆三分球、單月96顆三分球和總冠軍賽單場9顆三分球的紀錄。
柯瑞亦是史上三分球出手最快的球員。根據統計，整個過程平均只需要大約0.39秒，比聯盟平均三分球出手的時間0.54秒少0.15秒。出手愈快，對手愈難作出反應或干擾。平均人類反應時間為0.2秒，當防守者有反應時，已經來不及出手封阻柯瑞了。柯瑞的3分球不但讓許多新世代球員防守起來十分頭痛，就連遊戲開發商也是因為柯瑞的神射從根本上挑戰了他們原先好不容易弄出來的機制。

## 個人生活

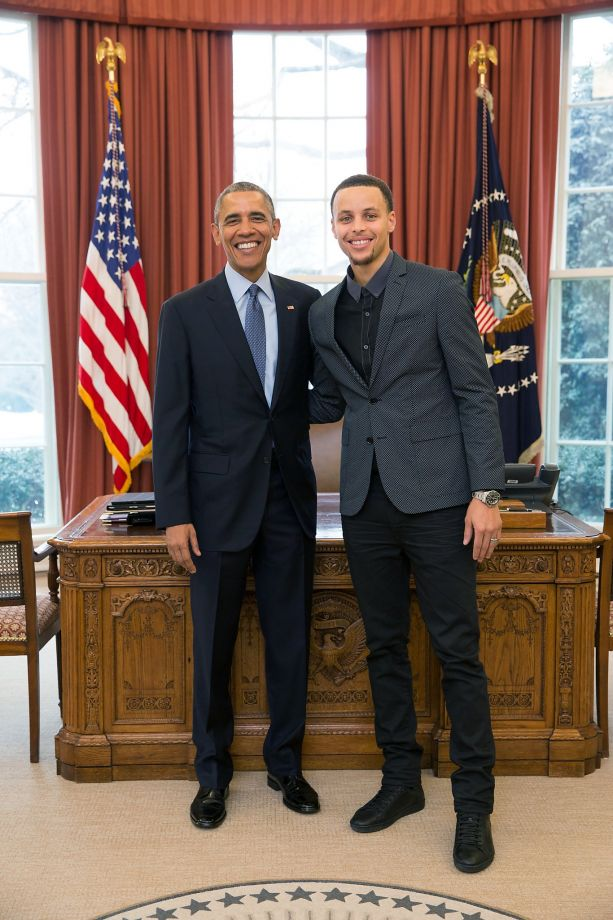
柯瑞和美国总统贝拉克·奥巴马（2015年2月25日）

柯瑞的父親戴爾·居里是80-90年代NBA著名的神射手，於1993-94赛季榮膺年度「最佳第六人」，並在1998-99赛季以47.6%的命中率成為例行賽「三分球王」。
柯瑞的妻子是艾莎·柯瑞，他們是在雙方父母都參與的教會活動中認識的。儘管在高中畢業後兩人走的道路不同，艾莎前往洛杉磯去圓自己的演藝夢，而柯瑞則選擇了打籃球，不過分隔兩地的戀情並没有因此终止。
在2011年7月30日，柯瑞和女友艾莎结束了近四年的愛情長跑，正式完婚，目前擁有兩個女兒和两個兒子。2012年7月，柯瑞和艾莎的第一個孩子萊莉·柯瑞(Riley)出生。及後於2015年7月，他們的第二個孩子賴恩·柯瑞(Ryan Carson Curry)出生。兩個孩子都是女兒。2018年7月，柯瑞和艾莎的第三個孩子Canon W. Jack Curry出生，是個男孩。2024年5月，柯瑞和艾莎的第三個孩子Caius Chai Curry出生，也是個男孩。
柯瑞的弟弟塞斯·柯瑞，也是一名NBA籃球員，現效力NBA球隊篮网，司職得分後衛。
柯瑞還是一名球技出色的高爾夫球好手，他經常和安卓·伊古達拉邀約打球。2017年曾參加幾次美巡賽次級賽事，曾在前兩輪都打出高標準桿4桿的74桿成績。
2019年，《富比士》公佈的全球運動員收入排行榜，柯瑞以年收入7980萬美元，排名第9名。
2020年，《富比士》公佈的全球運動員收入排行榜，柯瑞以年收入7440萬美元，排名第6名。

## 商業與品牌發展
柯瑞與運動品牌Under Armour的合作廣為人知，是該品牌的球鞋產品線代言人。但是，柯瑞最初是與Nike簽約，在 2013 年休賽期才轉到 Under Armour。
2018年10月，柯瑞宣布與流動設備商Palm合作，代言一款與主要智能手機配對的移動設備，並成為 Palm 的投資者和主要品牌大使。
2021年9月，柯瑞宣布加入加密貨幣交易所FTX，擔任FTX全球大使，並會持有FTX股權。FTX由有效利他主義者Sam Bankman-Fried創辦，柯瑞表示，他與FTX在回饋社會方面理念志同道合，未來會加強合作，同時FTX將會向柯瑞的慈善基金會 Eat.Learn.Play 每年作出捐款。2022年11月，FTX申請破產，損失了數十億美元的客戶資金，柯瑞和其他發言人因透過集體訴訟推銷未註冊證券而被起訴。2022年2月，美國第11巡迴上訴法院在針對Bitconnect的訴訟中裁定，1933年《證券法》適用於使用社群媒體進行定向招攬。
自2018年以來，柯瑞一直擔任SC30 Inc.的執行長，該公司是一家總部位於舊金山的公司，致力於透過品牌、媒體、體驗和慈善事業這四大垂直領域為人們提供公平的機會。自2019年起，柯瑞擔任樂天全球品牌大使。該公司與柯瑞合作，為20名灣區兒童在大通銀行中心的勇士商店進行了一日瘋狂購物。柯瑞在活動期間假扮成球隊商店員工，幫忙在商店周圍尋找運動裝備。

## 生涯紀錄
- 季後賽第七戰最高分（單場50分，2023年4月30日）
- 勇士隊史得分王（超越威尔特·张伯伦）
- 單季最多三分球命中（402球，2015-16賽季）
- 單月最多三分球命中（81球，2016年1月2日-2016年1月31日）
- 最長連續有三分球命中場數（157場，2014年11月14日－2016年11月5日）
- 季後賽單季最多三分球（98球，2015年）
- 總冠軍賽系列戰最多三分球（32球，2016年）
- 季後賽單場最高延長賽得分（17分，2016年5月9日）
- 史上最快投進1000球三分球（369場）
- 史上最快投進2000球三分球（597場）
- 史上唯一全票最有價值球員MVP（131票，全票，2015-16賽季）
- 總冠軍賽單場最高三分球（9球，2018年）
- 總冠軍賽累計飆102顆三分球（季後賽，2019年）
- 季後賽最多三分球命中（470球）
- 最多連續命中200顆3分球賽季（7季，2012-13–2018-19賽季）
- 最多連續命中250顆3分球賽季（5季，2012-13–2016-17賽季）
- 最多連續命中300顆3分球賽季（2季，2015-16–2016-17賽季）

## 另見
- NBA三分榜
- NBA总得分榜
- NBA第二代球員列表
- NBA紀錄